# Quando Coisas Ruins Acontecem às Pessoas Boas
Quando coisas ruins acontecem às pessoas boas (ISBN 978-85-213-0565-1) é um livro de 1981 publicado pelo rabino conservador Harold Kushner.
Nele, o rabino trata do problema da existência do mal, motivado pela própria experiência pessoal com o sofrimento do filho, vítima de progeria.
Kushner acaba por concluir que Deus é supremamente bom, mas não é onipotente.